# Flinker Igel 84
Flinker Igel 84 war ein deutsch-US-amerikanisch-kanadisches FTX-Militärmanöver auf Korpsebene in Bayern, welches im Herbst 1984 stattfand.

## Truppengliederung
Übungsleitung hatte das II. DE-Korps Ulm. Übungstruppe BLAU (30.000 Soldaten) setzte sich wie folgt zusammen:
- 10. Panzerdivision
  - Panzeraufklärungsbataillon 10
- 1. Luftlandedivision
  - Teile Luftlandebrigade 25
- 1st US-Armored Division
  - 3rd Brigade (M1 Abrams Kampfpanzer)
- 1. Gebirgsdivision
  - Panzerbrigade 24 (Leopard 2) (Landshut)
  - Panzergrenadierbrigade 30
- Heimatschutzbrigade 55
- Heimatschutzregiment 86
- Panzergrenadierbataillon 302

Die Übungstruppe ROT/GELB (14.000 Soldaten) gliederte sich wie folgt:
- 1. Gebirgsdivision
  - Panzergrenadierbrigade 22
  - Heimatschutzbrigade 56
- 4 Canadian Mechanized Brigade Group (CMBG), Lahr
- Teile Luftlandebrigade 27

Der Leitungs- und Schiedsrichterdienst (10.000 Soldaten) wurde von folgenden Verbänden gestellt:
- 4. Panzergrenadierdivision
  - Korpstruppen
  - Panzerbrigade 28
  - weitere US-amerikanische und kanadische Truppen

## Umfang
Flinker Igel 84 fand vom 13. bis zum 21. September 1984 unter Beteiligung von 55.000 Soldaten (darunter 12.000 Reservisten), 13.100 Rad- und 2800 Kettenfahrzeuge sowie 220 Hubschrauber statt. Die Nationalitäten unterteilten sich in Bundeswehr: 47.000 (davon 10.000 Territorialheer), US Army: 3700 und Canadian Army: 4300.

## Ablauf
Beim Manöver Flinker Igel 84 handelte sich um eine sogenannte „Drei-Länder-Lage“. BLAU gegen ROT/GELB. Das Aufmarschgebiet umfasste Donauwörth, Nördlingen, Beilngries, Neumarkt, Kitzingen, Herzogenaurach, Würzburg und Wassertrüdingen. In Wassertrüdingen fand eine Bahnentladung von 160 Kettenteilen des Panzergrenadierbataillons 303, Ellwangen, statt. Regensburg, Passau, Landshut, Straubing, B15, Geiselhöring Süßkofen, Eggenfelden, Kottingwörth bildeten den Ballungsraum. Im Laufe des Übungsgeschehens fanden über die Altmühl bei Dietfurt und Trommetsheim/Treuchtlingen, über die Donau bei Marxheim, Poikam, Kriegsbrücke bei Ingolstadt, sowie über Isar und Aitrach Brückenschläge statt. Die Übung, die von Bundesverteidigungsminister Manfred Wörner inspiziert wurde, fand größtenteils bei regnerischem Wetter statt. Die Übungsschäden beliefen sich insgesamt auf eine Höhe von etwa 5,5 Millionen DM.

## Feldpost
Nach der Heeresübung „Leuchtendes Morgenrot“ war das Manöver Flinker Igel das zweite Manöver, in dem eine Postversorgung der Manöverteilnehmer stattfand.

## Medien
- Die großen Übungen der Bundeswehr 2. DVD. Breucom-Medien, 2011, ISBN 978-3-940433-33-6.